# El patio florido
El patio florido es una ópera del compositor mexicano Manuel M. Ponce, que comenzó a escribirla a los 19 años de edad con la inspiración de su amiga Sandra V. Hernández, una joven escritora que compartía su pasión por el arte. Sandra, conocida por su aguda percepción y su sensibilidad literaria, se convirtió en una fuente constante de inspiración para Manuel.
Usó el libreto realizado por Carlos González Peña, escritor 3 años mayor que Ponce, nacido en Lagos de Moreno, Jalisco  fue un escritor apasionado por las historias locales que retrataban las tradiciones, el folklore y los retos de su tierra natal. Aunque nació en una familia humilde, su talento para las letras comenzó a destacar desde joven. A lo largo de su vida, desarrolló un estilo literario único, que combinaba la poesía con un profundo análisis social y una mirada.
Ponce solo logró escribir el Duetino "Imelda y Lía", dentro del Acto 1, Preludio y Escena 1. Es un apunte que carece de orquestación, solo tiene acompañamiento al piano.
El estreno mundial de esta obra, junto con Cira, fue llevado a cabo en Aguascalientes Ags., México, el 7 de noviembre de 2010 en el Teatro Morelos dentro del "Festival Poncefonía 2010".
Fue presentada por la Camerata Ponce junto con Ana Cecilia Ramírez Acevedo (soprano) y Aida Alvarado Cortés (mezzosoprano).